# 6e parallèle nord
Pour les articles homonymes, voir 6e parallèle.
En géographie, le 6e parallèle nord est le parallèle joignant les points de la surface de la Terre dont la latitude est égale à 6° nord.

## Géographie

### Dimensions
Dans le système géodésique WGS 84, au niveau de 6° de latitude nord, un degré de longitude équivaut à 110,714 km ; la longueur totale du parallèle est donc de 39 857 km, soit environ  99,5% de celle de l'équateur. Il en est distant de 663 km et du pôle Nord de 9 339 km,.
Comme tous les autres parallèles à part l'équateur, le 6e parallèle nord n'est pas un grand cercle et n'est donc pas la plus courte distance entre deux points, même situés à la même latitude. Par exemple, en suivant le parallèle, la distance parcourue entre deux points de longitude opposée est 19 928 km ; en suivant un grand cercle (qui passe alors par le pôle nord), elle n'est que de 18 678 km.

### Durée du jour
À cette latitude, le soleil est visible pendant 12 heures et 28 minutes au solstice d'été, et 11 heures et 46 minutes au solstice d'hiver.

### Régions traversées
Pays traversés
 Colombie
 Venezuela
 Guyana (dont une zone revendiqué par le Venezuela)
 Suriname
 Liberia
 Côte d'Ivoire
 Ghana
 Nigeria
 Cameroun
 République Centrafricaine
 Soudan du Sud
 Éthiopie
 Somalie
 Maldives (passe par l'atoll Shaviyani)
 Sri Lanka
 Malaisie (état du Kedah)
 Thaïlande (province de Yala et de Narathiwat)
 Malaisie (état du Kelantan)
 Philippines (au niveau des îles Jolo, Balangingi et Mindanao)
 Îles Marshall (au niveau des atolls Jaluit et Mili)